# Полтавский сельский совет (Крым)
Полтавский сельский совет (укр. Полтавська сільська рада, крымскотат. Poltavka köy şurası) — согласно законодательству Украины — административно-территориальная единица в Красногвардейском районе Автономной Республики Крым, расположенная в центральной части района в степной зоне полуострова. Граничил с Пятихатским, Амурским, Котельниковским и Янтарненским сельсоветами. Население по переписи 2001 года — 2821 человек.
К 2014 году совет состоял из 3 сёл:
- Полтавка
- Комаровка
- Курганное

## История
Полтавский сельсовет был создан в начале 1960-х годов в составе Октябрьского района (на 15 июня 1960 года его ещё не было). Указом Президиума Верховного Совета УССР «Об укрупнении сельских районов Крымской области», от 30 декабря 1962 года, Октябрьский район был упразднён и сельсовет передали в состав Красногвардейского. К 1968 году сельсовет был образован выделением сёл из Краснознаменского и на 1 января того года имел следующий состав:
- Григорьевка
- Дубровское
- Комаровка
- Машино
- Полтавка

К 1977 году Григорьевку передали в Янтарненский сельский совет. Между 1 июня 1977 года и 1985 годом (поскольку в перечнях административно-территориальных изменений после этой даты не упоминается) Дубровское и Машино переданы в Котельниковский сельский совет, а из Пятихатского добавлено Курганное и совет обрёл современный состав. С 12 февраля 1991 года сельсовет в восстановленной Крымской АССР, 26 февраля 1992 года переименованной в Автономную Республику Крым. С 21 марта 2014 года в составе Крыма аннексирован Россией. Законом «Об установлении границ муниципальных образований и статусе муниципальных образований в Республике Крым» от 4 июня 2014 года территория административной единицы была объявлена муниципальным образованием со статусом сельского поселения.